# Damien Touya
Damien Michel Touya (* 23. April 1975 in La Rochelle) ist ein ehemaliger französischer Säbelfechter. Er wurde Olympiasieger, Welt- und Europameister.

## Erfolge
Damien Touya wurde 1996 in Limoges im Einzel sowie 1999 in Bozen mit der Mannschaft Europameister. Bei Weltmeisterschaften gelang ihm 1997 in Kapstadt und 1999 in Seoul der Titelgewinn, zudem wurde er 1999 auch im Einzel Weltmeister. Dreimal nahm er an Olympischen Spielen teil und gewann dabei stets eine Medaille. 1996 erreichte er in Atlanta das Halbfinale, in dem er Sergei Scharikow unterlag. Das anschließende Gefecht um Bronze gegen József Navarrete gewann er mit 15:7. Mit der Mannschaft wurde er Fünfter. Vier Jahre darauf gewann er dann mit der Mannschaft in Sydney nach einer Finalniederlage gegen Russland Silber. Die Einzelkonkurrenz schloss er auf dem fünften Rang ab. Bei den Olympischen Spielen 2004 in Athen erreichte er im Einzel den 20. Rang. Im Mannschaftswettbewerb erreichte er nach Siegen gegen China und die Vereinigten Staaten das Finale gegen Italien, in dem sich Frankreich mit 45:42 durchsetzen konnte. Touya wurde gemeinsam mit seinem Bruder Gaël und Julien Pillet Olympiasieger. Nach dem Olympiasieg wurde er zum Ritter der Ehrenlegion ernannt.
Auch seine Schwester Anne-Lise Touya war im Säbelfechten aktiv.